# Metro v Taškentu
Metro v Taškentu představuje páteřní druh dopravy zdejšího systému MHD. Je jediným systémem svého druhu v Uzbekistánu. Má čtyři linky dlouhé dohromady 66,5 km, ročně přepraví kolem 68 milionů lidí.

## Historický vývoj
Metropole tehdejší Uzbekické SSR byla jedním z větších měst celého SSSR (přes jeden milion obyvatel), což samozřejmě kladlo velké nároky na dopravu, které již nemohly povrchové druhy dopravy uspokojit. S výstavbou prvního úseku červené linky podzemní dráhy (Čilanzarské), směřující ze severovýchodu na jihozápad města se začalo v roce 1973 a o čtyři roky později 6. listopadu 1977 se mohli cestující svézt na 12,2 km metra s devíti stanicemi.
V této době se však již plánovaly i další úseky; první linka se začala prodlužovat jak severním, tak i jižním směrem a také vznikly projekty pro druhou (modrá s názvem Uzbekistanskaja) linku. Její první úsek se budoval mezi lety 1980 a 1984 a měřil 4,8 km. Ze stanice Pachtakor se stal první přestupní bod mezi oběma linkami.
První dvě linky měla doplnit i třetí, zelené barvy a s názvem Junusabadskaja. Vedena je severo-jižním směrem a kříží obě dvě starší linky. Její první úsek začal být budován v září roku 1988. Zde se však stavební práce protáhly na třináct let, vzhledem k rozpadu SSSR (v souvislosti s ním bylo přejmenováno devět již existujících stanic) a ztíženým ekonomickým podmínkám Uzbekistánu. Linka doposud nebyla dostavěna celá; otevřela se pouze její střední část s šesti stanicemi; jižní prodloužení je plánováno a severní rozestavěno. Dvě nejjižnější stanice jsou přestupní.
V současné době se plánuje také i čtvrtá, žlutá linka s názvem Sergelijskaja, vedená tangenciálním směrem na okraji města. Její první část o sedmi zastávkách byla otevřena v srpnu 2020 společně se severním prodloužením Junusabadské linky.

## Vozový park
V metru jsou provozovány čtyřvozové soupravy typu 81-71 sovětské výroby v několika modifikacích (dodávané do roku 1993, některé starší byly již v roce 2001 modernizovány). Vlakům slouží dvě depa, jedno pro červenou a druhé pro modrou linku; pro vypravování vlaků na třetí je nutný přejezd pomocí mezitraťových spojek.